# Hound & Horn
Hound & Horn (englisch für: Hund und Horn) war eine US-amerikanische Literaturzeitschrift. Sie erschien vierteljährlich von September 1927 bis Juli 1934, umfasste etwa 150 Seiten und erreichte eine durchschnittliche Auflage von 2500 bis 3000 Exemplaren. Der Name der Zeitschrift bezieht sich auf einen Vers aus Ezra Pounds Gedicht The White Stag (Der weiße Hirsch).
Hound & Horn wurde von den Harvard-Studenten Lincoln Kirstein und Varian Fry gegründet. Nachdem The Harvard Advocate, die offizielle Literaturzeitschrift der Harvard University, ihre Beiträge abgelehnt hatte, überzeugten sie Kirsteins Vater, einen Bostoner Warenhausbesitzer, sie bei der Gründung einer eigenen Zeitschrift finanziell zu unterstützen. Sie orientierten sich an T. S. Eliots Zeitschrift The Criterion und veröffentlichten hauptsächlich Texte von anderen Harvard-Studenten und Alumni. Bis 1929 trug die Zeitschrift den Untertitel A Harvard Miscellany. Danach, unter den Herausgebern Richard Palmer Blackmur, Allen Tate und Yvor Winters, löste sie sich von der Universität, verbreiterte ihr Spektrum und erschien ab 1930 in New York City.
Die Zeitschrift enthielt Lyrik, Erzählungen, Reproduktionen bildender Kunst sowie Rezensionen. Sie stand der neu entstehenden literaturkritischen Richtung des New Criticism nahe und förderte die amerikanische Avantgarde-Literatur. Die veröffentlichten Texte stammten z. B. von Conrad Aiken, Elizabeth Bishop, Kenneth Burke, John Cheever, E. E. Cummings, John Dos Passos, T. S. Eliot, James Joyce, Marianne Moore, Katherine Anne Porter, Ezra Pound, Gertrude Stein, Wallace Stevens und William Carlos Williams sowie Bilder von Pablo Picasso und einen Essay des Fotografen Walker Evans.
1934 musste die Publikation eingestellt werden, da Kirstein die Zeitschrift nicht mehr unterstützte, um stattdessen den Choreografen George Balanchine und die School of American Ballet zu finanzieren.

## Quelle
- Eva Manske: Hound and Horn. In: Herbert Greiner-Mai (Hg.): Kleines Wörterbuch der Weltliteratur. VEB Bibliographisches Institut Leipzig 1983. S. 124–125.
- Eintrag im Index of Modernist Magazines (mit Bildergalerie)